# 히로시마 평화기념공원

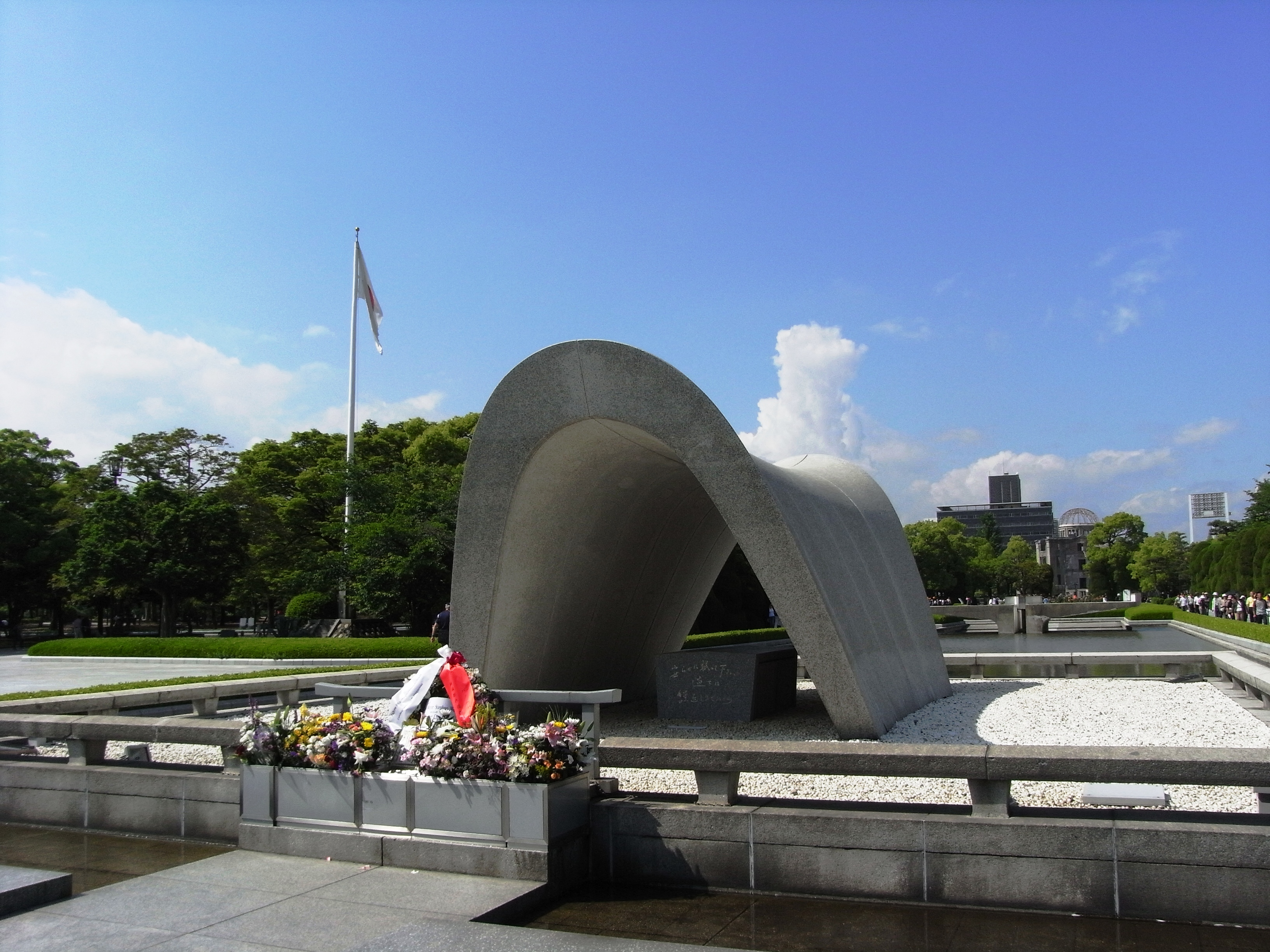
평화기념공원

히로시마 평화기념공원(일본어: 広島平和記念公園)은 일본 히로시마현 히로시마시 나카구에 있는 공원이다. 제2차 세계 대전 말 원자폭탄이 투하된 히로시마에서 세계의 평화를 기원하는 의미에서 조성되었다. 원폭 사망자 위령비, 원폭 공양탑, 평화의 종, 사사키 사다코를 기념하는 원폭 어린이의 상 등의 건축물이 있다. 남쪽에 히로시마 평화기념자료관, 북동쪽에 원폭 돔이 있다.

## 시설

### 건축물
- 원폭 돔
- 국립 히로시마 원폭사망자 추도 평화기념관
- 히로시마 국제회의장
- 히로시마 평화기념자료관
- 레스트하우스

### 기념비
원폭 희생자 전반 위령비
- 원폭사망자 위령비
- 원폭공양탑
- 원폭의 아이의 동상
- 원폭 희생 히로시마의 비
- 한국인 원폭 희생자 위령비

### 기념물
- 지구 평화 감시 시계
- 조선민주주의인민공화국 귀국기념시계
- 피폭 아오기리
- 평화의 석등
- 평화의 종
- 평화의 시계탑
- 평화의 등

## 같이 보기
- 원폭 돔
- 히로시마 평화기념자료관
- 히로시마·나가사키 원자폭탄 투하
- 사사키 사다코
- 원폭의 아이의 동상
- 국립 히로시마 원폭사망자 추도 평화기념관
- 평화공원 (나가사키시)
- 헤이와오도리